# Люмьер (кинопремия, 2021)
26-я церемония вручения наград премии «Люмьер» за заслуги в области французского кинематографа за 2020 год состоится 19 января 2021 года. Номинанты были объявлены 14 декабря 2020 года. Церемония будет транслироваться на телеканале Canal+, а также на сервисе MyCanal в интернете.

## Список номинантов
Количество номинаций:
- 6: «Ты и я»
- 5: «Что мы говорим, что мы делаем»
- 4: «Счастливо оставаться» / «Лето 85» / «Слалом»
- 3: «Девушка с браслетом» / «Un fils» / «Хосеп»
- 2: «Антуанетта в Севеннах» / «Ночью» / «Просто чёрный» / «Адам» / «Милашки» / «Детство бедовой Марты Джейн Каннери» / «Удивительная история Мароны»

| Категории                                                                         | Номинанты |
| --------------------------------------------------------------------------------- | --- |
| Лучший фильм                                                                      | • Счастливо оставаться / Adieu les cons (режиссёр: Альбер Дюпонтель)                                                                 |
| Лучший фильм                                                                      | • Что мы говорим, что мы делаем / Les Choses qu'on dit, les choses qu'on fait (режиссёр: Эмманюэль Муре)                             |
| Лучший фильм                                                                      | • Ты и я / Deux (режиссёр: Филиппо Менегетти)                                                                                        |
| Лучший фильм                                                                      | • Лето 85 / Été 85 (режиссёр: Франсуа Озон)                                                                                          |
| Лучший фильм                                                                      | • Девушка с браслетом / La Fille au bracelet (режиссёр: Стефан Демустье)                                                             |
| Лучшая режиссура                                                                  | • Альбер Дюпонтель — «Счастливо оставаться»                                                                                          |
| Лучшая режиссура                                                                  | • Майвенн — «ДНК» (фр.) |
| Лучшая режиссура                                                                  | • Филиппо Менегетти (фр.) — «Ты и я»                                                                                                 |
| Лучшая режиссура                                                                  | • Эмманюэль Муре (фр.) — «Что мы говорим, что мы делаем»                                                                             |
| Лучшая режиссура                                                                  | • Франсуа Озон — «Лето 85» |
| Лучший актёр                                                                      | • Сами Буажила — «Un fils» |
| Лучший актёр                                                                      | • Жонатан Коэн (фр.) — «Énorme» |
| Лучший актёр                                                                      | • Альбер Дюпонтель — «Счастливо оставаться»                                                                                          |
| Лучший актёр                                                                      | • Николя Мори (фр.) — «Тряпичный мальчик» (фр.)                                                                                      |
| Лучший актёр                                                                      | • Жереми Ренье — «Слалом» (фр.) |
| Лучшая актриса                                                                    | • Лор Калами (фр.) — «Антуанетта в Севеннах» (фр.)                                                                                   |
| Лучшая актриса                                                                    | • Мартин Шевалье (фр.) и Барбара Зукова — «Ты и я»                                                                                   |
| Лучшая актриса                                                                    | • Эмманюэль Дево — «Мадам Парфюмер» (фр.)                                                                                            |
| Лучшая актриса                                                                    | • Виржини Эфира — «Счастливо оставаться»                                                                                             |
| Лучшая актриса                                                                    | • Камелия Жордана — «Что мы говорим, что мы делаем»                                                                                  |
| Самый многообещающий актёр                                                        | • Хо Гуан (фр.) — «Ночью» (фр.) |
| Самый многообещающий актёр                                                        | • Феликс Лефевр (фр.) и Бенжамен Вуазен (фр.) — «Лето 85»                                                                            |
| Самый многообещающий актёр                                                        | • Джибриль Ванкоппеноль (фр.) — «Маленькая страна» (фр.)                                                                             |
| Самый многообещающий актёр                                                        | • Александр Веттер (фр.) — «Мисс» (фр.)                                                                                              |
| Самый многообещающий актёр                                                        | • Жан-Паскаль Зади (фр.) — «Просто чёрный» (фр.)                                                                                     |
| Самая многообещающая актриса                                                      | • Ноэ Абита (фр.) — «Слалом» |
| Самая многообещающая актриса                                                      | • Найла Бен Абдалла (фр.) — «Un fils»                                                                                                |
| Самая многообещающая актриса                                                      | • Нисрин Эрради (фр.) — «Адам» (фр.)                                                                                                 |
| Самая многообещающая актриса                                                      | • Мелисса Герс (фр.) — «Девушка с браслетом»                                                                                         |
| Самая многообещающая актриса                                                      | • Фатия Юссуф (фр.) — «Милашки» |
| Лучший сценарий                                                                   | • Стефан Демустье (фр.) — «Девушка с браслетом»                                                                                      |
| Лучший сценарий                                                                   | • Филиппо Менегетти и Малисон Боварами — «Ты и я»                                                                                    |
| Лучший сценарий                                                                   | • Жан-Луи Милези (фр.) — «Хосеп» (фр.)                                                                                               |
| Лучший сценарий                                                                   | • Эмманюэль Муре — «Что мы говорим, что мы делаем»                                                                                   |
| Лучший сценарий                                                                   | • Каролин Виньяль (фр.) — «Антуанетта в Севеннах»                                                                                    |
| Лучшая музыка к фильму                                                            | • Бертран Бюргала (фр.) — «Les Apparences»                                                                                           |
| Лучшая музыка к фильму                                                            | • Флоренсия Ди Консилио (фр.) — «Детство бедовой Марты Джейн Каннери» (фр.)                                                          |
| Лучшая музыка к фильму                                                            | • Сильвия Перес Крус (исп.) — «Хосеп»                                                                                                |
| Лучшая музыка к фильму                                                            | • Пабло Пико (фр.) — «Удивительная история Мароны» (фр.)                                                                             |
| Лучшая музыка к фильму                                                            | • Rone — «Ночью» |
| Лучшая работа оператора                                                           | • Ишамэ Алауи (фр.) — «Лето 85» |
| Лучшая работа оператора                                                           | • Ренато Берта — «Соль слёз» (фр.)                                                                                                   |
| Лучшая работа оператора                                                           | • Лоран Десме (фр.) — «Что мы говорим, что мы делаем»                                                                                |
| Лучшая работа оператора                                                           | • Янн Марито — «Слалом» |
| Лучшая работа оператора                                                           | • Орельен Марра — «Ты и я» |
| Лучший дебютный фильм (фр. Meilleur premier film)                                 | • Ты и я / Deux (реж.: Филиппо Менегетти)                                                                                            |
| Лучший дебютный фильм (фр. Meilleur premier film)                                 | • Кушетка в Тунисе / Un divan à Tunis (реж. Манеле Лабиди)                                                                           |
| Лучший дебютный фильм (фр. Meilleur premier film)                                 | • Милашки / Mignonnes (реж. Маймуна Дукур)                                                                                           |
| Лучший дебютный фильм (фр. Meilleur premier film)                                 | • Слалом / Slalom (реж. Шарлин Фавье)                                                                                                |
| Лучший дебютный фильм (фр. Meilleur premier film)                                 | • Просто чёрный / Tout simplement noir (реж. Жан-Паскаль Зади и Джон Вакс)                                                           |
| Лучший анимационный фильм                                                         | • Детство бедовой Марты Джейн Каннери / Calamity, une enfance de Martha Jane Cannary (реж. Реми Шайе)                                |
| Лучший анимационный фильм                                                         | • Удивительная история Мароны / L'Extraordinaire Voyage de Marona (реж. Анка Дамиан)                                                 |
| Лучший анимационный фильм                                                         | • Хосеп / Josep (реж. Орэль) |
| Лучший анимационный фильм                                                         | • Семейка монстров / Petit Vampire (реж. Жоанн Сфар)                                                                                 |
| Лучший документальный фильм                                                       | • Adolescentes (реж. Себастьен Лифшиц)                                                                                               |
| Лучший документальный фильм                                                       | • Галстук / La Cravate (реж. Этьен Шайю и Матиас Тери)                                                                               |
| Лучший документальный фильм                                                       | • Конго / Kongo (реж. Адриен Ла Вапер и Корто Вацлав)                                                                                |
| Лучший документальный фильм                                                       | • Un pays qui se tient sage (реж. Давид Дюфрен)                                                                                      |
| Лучший документальный фильм                                                       | • Если бы это была любовь / Si c'était de l'amour (реж. Патрик Шия)                                                                  |
| Лучший фильм совместного производства (фр. Meilleure coproduction internationale) | • Абу Лейла / Abou Leila (Алжир, Франция, Катар), реж. Амин Сиди-Бумедин                                                             |
| Лучший фильм совместного производства (фр. Meilleure coproduction internationale) | • Адам / Adam (Марокко, Франция, Бельгия), реж. Марьям Тузани                                                                        |
| Лучший фильм совместного производства (фр. Meilleure coproduction internationale) | • Un fils (Тунис, Франция, Ливан, Катар), реж. Мехди Барсауи                                                                         |
| Лучший фильм совместного производства (фр. Meilleure coproduction internationale) | • Человек, который продал свою кожу / L'Homme qui a vendu sa peau (Тунис, Франция, Бельгия, Германия, Швеция), реж. Каутер Бен Ханья |
| Лучший фильм совместного производства (фр. Meilleure coproduction internationale) | • Ла Йорона / La llorona (Гватемала, Франция), реж. Хайро Бустаманте                                                                 |
| Лучший фильм совместного производства (фр. Meilleure coproduction internationale) | • Ты умрёшь в 20 / Tu mourras à 20 ans (Судан, Франция, Египет, Германия, Норвегия, Катар), реж. Амджад Абу Алала                    |
| Лучший фильм совместного производства (фр. Meilleure coproduction internationale) | • Ялда / Yalda, la nuit du pardon (Иран, Франция, Германия, Швейцария, Люксембург, Ливан), реж. Массуд Бахши                         |